# メミズムシ
メミズムシ（眼水虫）、学名 Ochterus marginatus はメミズムシ科に分類される昆虫の一種。5mm前後のカメムシの仲間で、旧世界の広い範囲に分布し、水辺近くの湿った地表などに見られる。メミズムシ属 Ochterus Latreille, 1807  のタイプ種。
和名は眼のあるミズムシの意で、タイコウチ下目の多くは複眼のみで単眼を持たないが、そのなかでメミズムシ類は頭頂に単眼を有することに由来する。属名 Ochterus はギリシア語で「小山のような（ochteros）」、種小名 marginatus はラテン語で「縁取られた-、縁取りのある-」の意。

## 分布
- 旧北区、東洋区、エチオピア区。

オーストラリア区については、分布するとする資料と、ニューギニアやオーストラリアからは見つかっていないとする資料とがある。
- 日本では北海道、本州、四国、九州、先島諸島（石垣島、西表島、与那国島）などに分布するが、大隅諸島から宮古諸島にかけての範囲からは記録がない。

日本周辺では、極東ロシア、北朝鮮、韓国、中国、台湾、フィリピンなど に分布する。

## 形態
成虫：体長4.1-5.5mm。楕円形、あるいは角の丸い縦長の六角形で、背腹に平たい。背面はベルベット様の黒色で灰色の小斑が多くある。この小斑は光線の方向によって明瞭に見えたり不鮮明になったりする。
頭部は横長で頭頂には単眼が2個あり、その後縁には横溝がある。複眼は大きく、背面から見ると外縁は頭部両縁に丸く張り出し、内縁は弧状に湾入する。前方から見た場合には、複眼は横長の逆三角形で、強面のサングラスをかけたように見える。触角は短く複眼の下に付くが背面から見える程度の長さがある。吻は4節で長く、先端は腹部まで達する。
前胸は丸味を帯びた横長の台形で、後縁の中央が弱く湾入し、その部分は狭く黄色味を帯びる。前胸の前側部の平坦部も黄褐色になる。翅は腹部背面の全体を覆い、前側縁は狭く黄色く縁取られる。常に右翅を上に重ねている。脚は細く黄褐色で、基節、腿節上面、腿節-脛節の間接部などは黒褐色。前脚は捕獲用に変化しておらず、3対ともほぼ同形だが、後脚はやや長く跳躍脚となる。跗節は3節。
オスの交尾器は左右非対称で、右側の把握器（paramere）の先端にある2本の逆突起のうち、一方が他方に比して非常にスレンダーなのが本種を特徴付ける形質の一つとされる。
沖縄県の個体群については「沖縄諸島産のものはやや小形で、亜種を異にするかもしれない」（宮本、1985: p. 156） との記述がある。
幼虫：成虫と同じく背腹に扁平だが、輪郭はより円形に近い楕円形でナベブタムシに似た形をしている。終齢幼虫の体長はおよそ4mm。体表には細毛を粗布し、光沢のある黒褐色で前胸側縁と腹部各節の後側角は狭く淡色になるが、胸部と腹部の皮膚腺からの分泌物によって砂粒、泥土、小石などを背面に多数付着させてカモフラージュする。頭部の前縁には上向きの太い棘が並ぶ。脚は淡褐色で3対ともに同形、跗節は1節からなる。

## 生態
河川、池沼、湿地、水田その他の湿った環境に見られ、泥上などで歩行、跳躍、短距離飛翔を頻繁に繰り返し、昆虫その他の動物を捕食するとされる。

## 分類
メミズムシはメミズムシ属 Ochterus のタイプ種で、メミズムシ属はメミズムシ科のタイプ属である。したがって本種の特徴がこれらの属と科の基準となる。
- 原記載：

Acanthia marginata Latreille, 1804 Hist. Nat. Crust. Ins., Paris, Tom.12, p.242-243.
- タイプ産地：

原記載における記述は以下のようになっている：「Au midi de la France, mais trés-rare. Je l'ai reçue de Bordeaux, de mon ami Dargelas. （フランス南部、ただし非常に稀。筆者は友人のDargelasからボルドー産のものを受け取った」。
- 亜種：以下の2亜種に分けられている。
  - O. marginatus marginatus (Latreille, 1807) 　広く分布し、日本産もこの亜種に分類される。
  - O. marginatus insularis Rieger, 1977[3] 　フィリピン・ミンダナオ島

沖縄産は小型であることなどから別亜種の可能性も示唆されているが、その後も特に区別されていない。

### 類似種
- メミズムシ科の諸種：

本項のメミズムシも含めメミズムシ科の種は互いに似たものも多く、よく似た種同士の区別には主としてオスの交尾器の形態が用いられる。ただし日本に生息する本科の種はメミズムシただ1種のみであるため、日本産に限っては同定は容易である。世界全体では、メミズムシ科には3属が分類されている。すなわち、世界に広く分布するメミズムシ属 Ochterus Latreille, 1807、オーストラリアに固有の Megochterus Jaczewski, 1934、南米に固有の Ocyochterus Drake et Gómez-Menor, 1954の3属である。

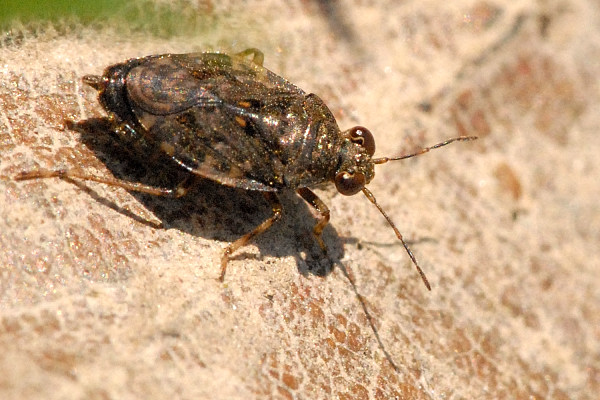
ミズギワカメムシ科の一種 （ベルギー）。

- ミズギワカメムシ科の諸種：別下目のミズギワカメムシ下目 Leptopodomorpha に分類されるミズギワカメムシ科 Saldidae には色彩や外形がメミズムシ科に一見似た感じのものがある。しかし触角が頭の幅よりも顕著に長いことで、触角が頭の幅より明らかに短いメミズムシ科の種と識別できる。ミズギワカメムシ科は世界から約350種[10]、日本からも8属24種が記録されている[5][6]。

## 人との関係
直接的な関係は知られていない。